# Нессо
Нессо (італ. Nesso) — муніципалітет в Італії, у регіоні Ломбардія, провінція Комо.
Нессо розташоване на відстані близько 520 км на північний захід від Рима, 55 км на північ від Мілана, 13 км на північний схід від Комо.
Населення — 1258 осіб (2014).

## Демографія
Населення за роками:

Станом на 1 січня 2023 року в муніципалітеті офіційно проживало 118 іноземців з 23 країн, серед них 24 громадяни країн Євросоюзу та 2 громадяни України.

## Сусідні муніципалітети
- Ардженьо
- Брієнно
- Кальйо
- Фаджето-Ларіо
- Лальйо
- Леццено
- Поньяна-Ларіо
- Сормано
- Велезо
- Цельбіо